# Dromore, Tyrone
Dromore är en ort i Storbritannien.   Den ligger i distriktet Fermanagh and Omagh och riksdelen Nordirland, i den västra delen av landet, 600 km nordväst om huvudstaden London. Dromore ligger 104 meter över havet och antalet invånare är 5 641.
Terrängen runt Dromore är platt åt sydost, men åt nordväst är den kuperad. Runt Dromore är det ganska glesbefolkat, med 25 invånare per kvadratkilometer. Närmaste större samhälle är Omagh, 14,0 km nordost om Dromore. Trakten runt Dromore består i huvudsak av gräsmarker.